# Plinska gangrena
Plinska gangrena je anaerobna bakterijska infekcija koju uzrokuju Clostridium perfringens, Clostridium oedematiens i Clostridium septicum. Plinska gangrena uzrokuje mionekrozu uz pojavu lokalne krepitacije i opće znake toksemije. Inkubacija traje najčešće 2-4 dana. Klostridije otpuštaju toksine koji dovode do šoka, hemolize i mionekroze.
Profilaksa: Primarna obrada rane i intravenska primjena penicilina.

## Pogledajte također
- Flegmona
- Apsces
- Hidradenditis
- Panaricij
- Clostridium perfringens
- Erizipel
- Erizipeloid
- Empijem
- Nekrotizirajući fasciitis
- Paronihija
- Tetanus
- Furunkul
- Karabunkul
- Progresivna bakterijska sinergistična gangrena